# 外科学

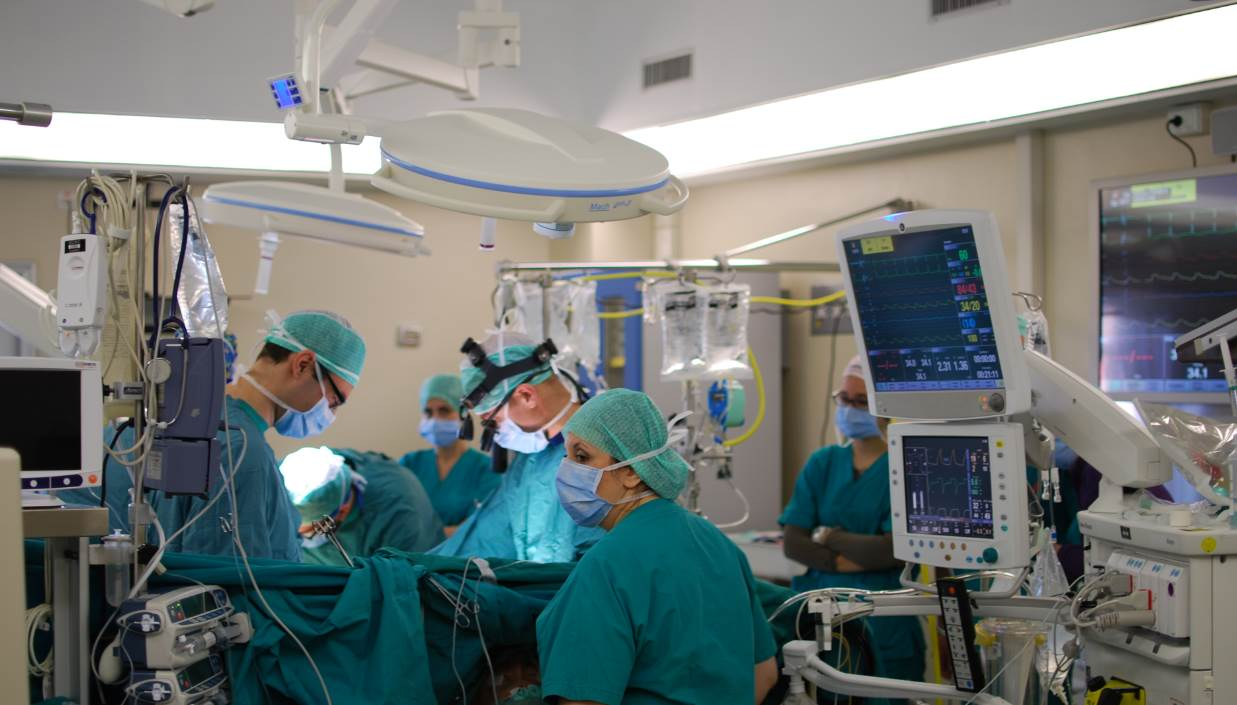
心臟外科手術

外科学是现代医学的一个科目，主要研究如何利用外科手术治療病患。外科手術簡稱手術，指凡透過器械，經外科医生或其他專業人員的操作下，進入人體或其他生物組織，以外力方式排除病變、改變構造或植入外來物的處理過程。一般情況下，完成手術前置作業（如核對病人身份、核對手術部位、麻醉、消毒）後，多先使用刀子或剪刀劃開皮膚，因而俗稱開刀。外科學和所有的臨床醫學一樣，需要了解疾病的定義、病因、表現、診斷、分期、治療、預後，而且外科學更重視開刀的適應症、術前的評估與照顧、手術的技巧與方法、術後的照顧、手術的併發症與預後等與外科手術相關的問題。
早在古埃及出土的木乃伊，就可以发现頭顱的手術痕跡。而早在2000多年前的中国，也就已经从战争、生产和生活的实践中总结出一些外科的实践经验。现代外科学开创于19世纪末，英国约瑟夫·李斯特男爵常被誉为“现代外科学之父”，起先经常由受过培训的理发师代理执行手术——即所谓的“医疗理发师”（barber surgeon），因此在今天的许多英联邦国家外科医师被称呼为“先生”（Mister）而不是“医生”（Doctor）。在20世纪初，随着消毒、麻醉、止血、输血等技术的产生和进步，现代外科学得以逐渐深化及完善。
临床外科学根据治疗目标的不同有着明确的分工，可分为普通外科、心臟外科、胸腔外科、血管外科、神经外科、耳鼻喉/头颈外科、泌尿外科、整形外科、重建外科、骨外科、小兒外科、結腸直腸外科、移植外科等。廣義的外科學則尚可包含眼科、妇产科、口腔頜面外科等。
外科经常處理的問題包含了創傷、各种胸腹部急症、先天/后天性畸形、惡性腫瘤、器官移植等，在临床应用上和麻醉学、特级护理学、病理学、放射学、肿瘤学等其它医学专科工作关系极其密切。隨著藥物、早期诊断技术與其他医疗科技（比如介入放射學）的發達，許多疾病的治療都轉變為非外科治療為主，然而外科手術仍然是這些治療無效或產生併發症不可或缺的後線支持，而外科微創手術（內視鏡手术）的領域也在蓬勃發展。

## 歷史
工业革命前，在各国历史文献和传说中，均有外科手术的记述，也有出土遗骸的物证，但由于缺乏系统科学理论和技术支撑，外科手术效果存疑，且未能大范围推广。伴随人类文艺复兴后对于自身认识的提升，以及逐渐发展的科技革命，在解剖学成熟后，攻克了止血、麻醉和消毒（无菌化）三大难关后，在19世纪成熟，并在20世纪广泛推广成为普惠性的医学技术。

### 石器時代
人類學家發現在一些古人類化石上，頭骨等骨骼有被鋸開和癒合的痕跡，常被認為是最早的手術並且成功的證據，但因為沒有其他記載，所以具體過程和病症不明。

### 古巴比倫
前十七世紀，尼尼微人的《漢謨拉比法典》中有記載眼部外科手術規定，表示在當時或更早期，兩河流域文明便已有人施行外科手術，這是人類文明有記載最早的外科手術。

### 埃及古代
柯歐普神殿其中一片門柱上有記載割禮。
另外，《埃伯斯紙草文稿》，與《艾德溫·史密斯紙草文稿》也有解剖學、外科學等內容記載。

### 印度古代
前六世紀，名醫蘇胥如塔於所著的《蘇胥如塔·妙聞集》醫書中，記載了 8 種外科手術方法。

### 中國古代
中醫公認最早的外科手術，為東漢至三國時期名醫華佗，於三世紀在魏、蜀兩國行醫，發明讓病患以酒服麻沸散作為麻醉，再施行「刮骨療傷」、「剖肚清腸」等多種外科手術，在《三國志》與《後漢書》皆有記載。
另外，《史記·扁鵲列傳》中提到黃帝時期有一名醫俞跗的外科手術技術，「一撥見病之應，因五藏之輸，乃割皮解肌，訣脈結筋，搦髓腦，揲荒，爪幕，湔浣腸胃，漱滌五藏」。

### 中世紀伊斯蘭文明
十世紀至十一世紀，阿拉伯名醫宰赫拉威，在今西班牙科爾多瓦一帶行醫，他結合了伊斯蘭醫學與羅馬、印度的教案，發展出現代外科學的雛型，深深影響現代醫學，被稱為「外科之父」。

### 中世紀歐洲文明
十三世紀，歐洲某些城鎮因醫療的需求，而發展出醫學大學，直至十五世紀，外科學成為獨立的醫學專科。

## 手術分類
外科手術通常以其緊急性、目的、程序類型、涉及組織系統、入侵程度與使用儀器來分類。

### 緊急性[3]
- 非急需手術（英语：Elective surgery）：在不涉及性命的情況下，患者可視需求擇期施行的手術。
- 緊急手術：為了保存性命、四肢或身體機能而必須立即施行的手術。

### 时限性[4][5][6][7]
- 急症手术（英语：Surgical emergency）（緊急）[8]，如急性阑尾炎穿孔、胸腹腔内大血管破裂等等情况下。
- 限期手术（半緊急），指手术期可以选择但仍有一定限度的手术，如恶性肿瘤的根治术、使用碘剂做术前准备的甲亢的甲状腺大部切除术等。
- 择期手术（非緊急），为患者需要但不必立即进行的手术，如整容手术、良性肿瘤切除术、腹股沟疝修复术等。[9]

### 目的
- 探查性手術（英语：Exploratory surgery）：為了探查病灶而施行的手術；醫學影像的發展得以較少施行此類手術。
- 治療性手術：為了治療已知病變而施行的手術。
- 預防性手術（英语：Prophylactic surgery）：為了避免後續的高風險，預先切除某個器官或組織。

### 程序類型
依不同的手術程序分類，種類很多，如：
- 截肢手術：切除部份或全部肢端或四肢的手術。
- 切除手術（Excision）：切除全部或部份組織。
- 整形手術：改變或恢復組織的形狀與功能。
- 重建手術：重建或修補組織，使恢復形狀與功能。
- 再植手術（英语：Replantation）[10]：接回被截肢組織的手術。
- 移植手術：從自體或異體移植部份或全部組織。
- 清創手術：清除傷口被污染的組織，移除致命毒素

### 涉及組織系統
依手術涉及的器官、組織或系統分類，如：
- 腹部手術（英语：Abdominal surgery）
- 腦部手術
- 心臟手術
- 胸腔手術

### 入侵程度
- 微創手術：將切口極小化的手術，以減少失血，避免傷害正常組織，加速瘉合。
- 開放手術：一般需要剖開身體、有外科切口（英语：Surgical incision）的手術。

### 使用儀器
- 雷射手術：使用雷射手術刀或氣化雷射施行手術。
- 顯微手術（英语：Microsurgery）：使用手術顯微鏡協助施行的手術。
- 內視鏡手術：使用內視鏡協助施行的手術。
- 機器人輔助手術（英语：Robot-assisted surgery）：使用機器人施行的手術。

## 手術作業流程
1. 病房護理師將病人推到手術室門口，並與流動護理師交班。
2. 麻醉醫師、麻醉護理師及流動護理師把病人移至手術台。
3. 麻醉護理師協助麻醉醫師進行插管及麻醉。
4. 刷手護理師進行刷手。
5. 流動護理師打開無菌手術衣外包並用無菌鉗打開內包。[11]
6. 刷手護理師穿著無菌手術衣。[12]
7. 流動護理師打開布包及器械包外包，並確認消毒是否完全及日期。
8. 刷手護理師打開布包及器械包內包，並確認消毒是否完全。
9. 刷手護理師整理手術器械，流動護理師給予刷手護理師無菌用品(如：紗布、縫合線等)。
10. 刷手護理師及流動護理師鋪設歐氏器械桌。
11. 流動護理師打開燈拔外面的包布外包，確認消毒是否完全及日期，並將燈拔放置器械桌上。
12. 主刀醫師及外科助手進行刷手。
13. 流動護理師打開無菌手術衣外包並用無菌鉗打開內包。
14. 刷手護理師及流動護理師協助主刀醫師及外科助手穿著無菌手術衣。
15. 流動護理師打開消毒包外包，並確認消毒是否完全及日期。
16. 刷手護理師打開消毒包內包，並確認消毒是否完全。
17. 流動護理師道消毒溶液。
18. 刷手護理師打開燈拔外面的包布內包，並將燈拔給外科助手。
19. 流動護理師打開無影燈。
20. 外科助手消毒及確認手術部位。
21. 刷手護理師給主刀醫師及外科助手治療巾及被單鉗(英文：Towel Clips)。
22. 主刀醫師及外科助手鋪設治療巾(第一條鋪設於患部下方、第二條鋪設於患部左側、第三條鋪設於患部右側、第四條鋪設於患部上方)，並用被單鉗固定四個角。
23. 刷手護理師給主刀醫師及外科助手中單。
24. 主刀醫師及外科助手鋪設中單(第一條切齊第一條治療巾、第二條鋪設於第一條中單的2/1位置、第三條切齊第四條治療巾)。
25. 手護理師給主刀醫師及外科助手洞巾。
26. 主刀醫師及外科助手鋪設洞巾(洞巾洞口對齊患部)。[13]
27. 刷手護理師及流動護理師一起計數紗布及尖銳物。
28. 刷手護理師自行計數器械。
29. 刷手護理師在手術中給予主刀醫師及外科助手手術器械。
30. 主刀醫師切開皮膚。
31. 刷手護理師及流動護理師一起計數紗布及尖銳物，依序先由垃圾桶、二層車(或三聯車)、歐氏器械桌、病人端。
32. 刷手護理師自行計數器械。
33. 主刀醫師縫合體腔。
34. 刷手護理師及流動護理師一起計數紗布及尖銳物，依序先由垃圾桶、二層車(或三聯車)、歐氏器械桌、病人端。
35. 刷手護理師自行計數器械。
36. 主刀醫師縫合皮下組織。
37. 刷手護理師及流動護理師一起計數紗布及尖銳物，依序先由垃圾桶、二層車(或三聯車)、歐氏器械桌、病人端。
38. 刷手護理師自行計數器械。[14]
39. 刷手護理師將血跡擦乾。
40. 出手術室。
41. 術後觀察術後護理及恢復準備出院。
42. 後續出院返診計畫[15]

註：所有進手術室之人員，需要穿著手術服、口罩、髮帽、鞋套或手術室專用鞋。

## 法律
依據中華民國醫療法
- 63條 手術同意書，實行手術前，必須給予病人簽具手術同意書。
- 64條 侵入性治療同意書，實行相關侵入性治療前（如等）必須給予病人簽具同意書。

### 各種手術
- 人工電子耳
- 子宮切除手術
- 子宮卵巢摘除術
- 尺骨附屬韌帶重建術
- 包皮背切術
- 包皮環切術
- 正顎手術
- 白内障手术
- 血管再成形術
- 乳房重建
- 性別重置手術
- 冠狀動脈再成形術
- 冠狀動脈搭橋手術
- 胃切除術
- 氣管切開術
- 除爪手術
- 眼球摘除術
- 植皮
- 結紮
- 开颅手术
- 會陰切開術
- 睪丸摘除術
- 睫狀體冷凍術
- 經尿道前列腺切除術
- 整容
- 閹割
- 翼狀胬肉手術

### 手術用器具
- 手术刀
- 剪刀
- 鑷子
- 鉗子
- 針

### 受控医学词表
- CPT
- ICD
- LOINC
- MeSH
- SNOMED（英语：Systematized Nomenclature of Medicine）
- SNOMED CT
- UMLS